# Tunja
Tunja ['tuŋxa] ist die Hauptstadt und eine Gemeinde (municipio) des Departamentos Boyacá, Kolumbien. Die Stadt liegt auf einer Hochfläche am Westrand der Ostkordillere der Anden auf einer Höhe von etwa 2800 m. Sie ist damit – noch vor Bogotá – die höchstgelegene Großstadt Kolumbiens.
Tunja ist eine beliebte Tourismusdestination, vor allem für religiöse Kolonialarchitektur, mit vielen Kirchen und der Casa Fundador Gonzalo Suárez Rendón als ihr ältestem Überbleibsel. Neben seinen religiösen und historischen Stätten beherbergt es mehrere international bekannte Festivals und ist ein Ausgangspunkt für regionale Tourismusziele wie Villa de Leyva, Paipa und die Sierra Nevada del Cocuy. Tunja ist eine Zwischenstation auf der Panamericana, die Tunja mit Bogotá und Santa Marta und schließlich mit dem nördlichsten und südlichsten Teil Südamerikas verbindet.
Die Stadt ist ebenfalls für ihre vielen Universitäten bekannt. Tunja ist außerdem Sitz des Erzbistums Tunja.

## Geographie
Tunja hat eine Ausdehnung von 121 km² und liegt etwa 150 Kilometer nordöstlich der Hauptstadt Bogotá. Tunja hat eine Jahresdurchschnittstemperatur von 13 °C. Die Gemeinde grenzt im Norden an Motavita und Cómbita, im Osten an Oicatá, Chivatá, Soracá und Boyacá, im Süden an Ventaquemada  und im Westen an Samacá, Cucaita und Sora.

## Bevölkerung
Die Gemeinde Tunja hat 202.996 Einwohner, von denen 195.180 im städtischen Teil (cabecera municipal) der Gemeinde leben (Stand 2019).

## Geschichte

### Präkolumbianische Ära
Die ersten Zeugnisse der menschlichen Population auf dem Altiplano Cundiboyacense stammen aus der Zeit vor etwa 12.000 Jahren. Der Homus Tequendama bewohnte das Gebiet um 6375 v. Chr. Auf dem Gebiet der heutigen Stadt wurden viele archäologische Funde gemacht, die auf etwa 150 v. Chr. datiert werden.
Im 1. Jahrtausend n. Chr. wurde das Gebiet von den Muisca bewohnt, die Chibcha sprachen und von Mittelamerika über Panama in die Andenregion emigrierten. Die Muisca entwickelten ihre eigene Religion, ihren eigenen Kalender und ihre eigene Mythologie.
Diesen Mythen zufolge war es der brutale Cacique und Prophet Goranchacha, der die Hauptstadt der nördlichen Muisca von Ramiriquí nach Tunja, damals Hunza genannt, verlegte.

### Spanische Kolonie (1539–1811)
Die Stadt wurde am 6. August 1539 von dem Spanier Gonzalo Suárez Rendón aus der bereits seit mehreren Jahrhunderten bestehenden Muisca-Siedlung Hunza heraus gegründet. 1574 wurde die heutige Kathedrale von Tunja fertig gestellt.

### Unabhängigkeitsbestrebungen
Während der Unabhängigkeitsbestrebungen Anfang des 19. Jahrhunderts war Tunja eine Hochburg der Revolutionäre. In der Nähe von Tunja kam es 1819 zur Schlacht von Boyacá.

## Festivals
- Internationales Festival der Kultur
- Heilige Woche (Semana Santa)
- Aguinaldo Boyacense

## Sport

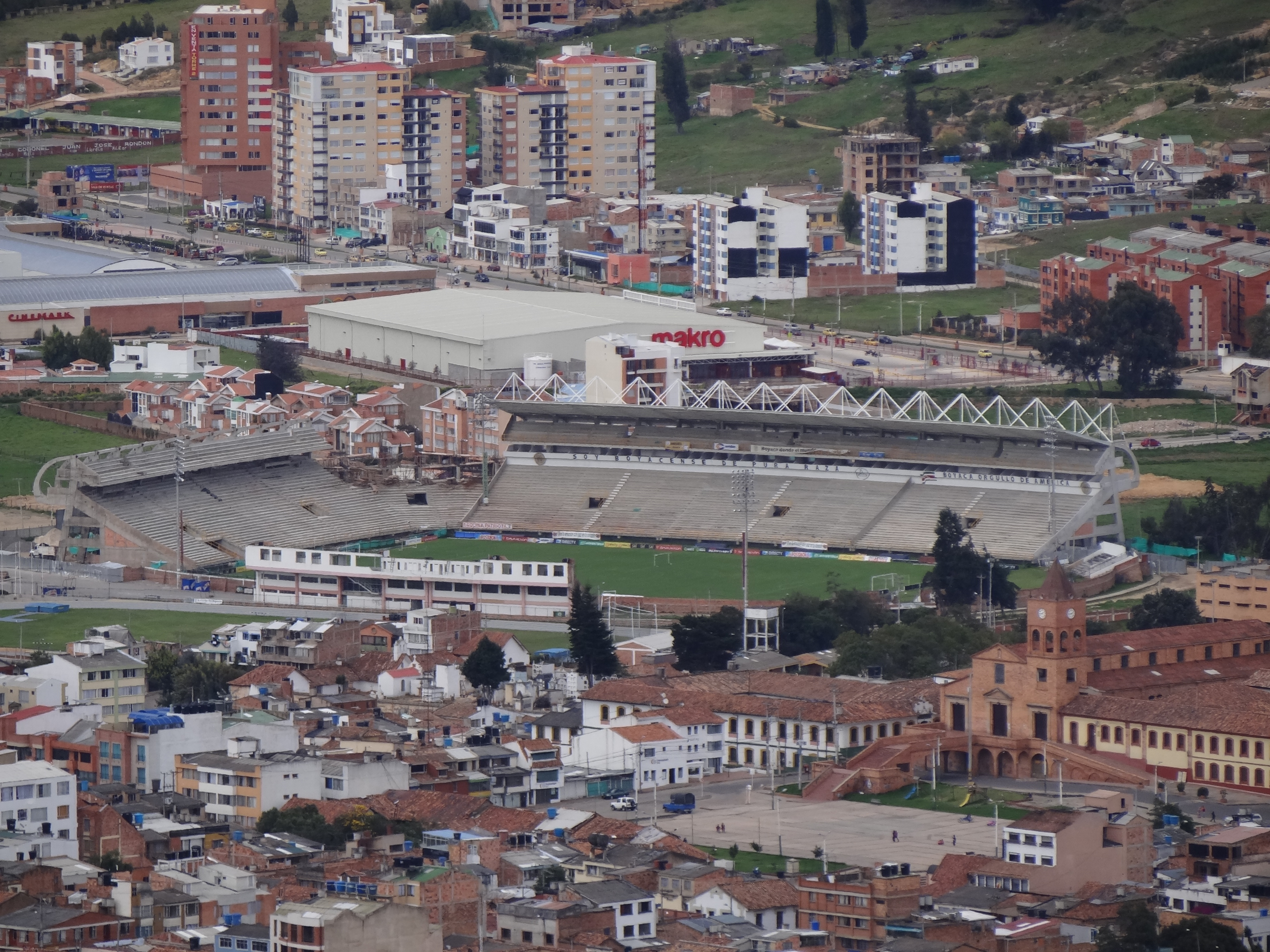
Estadio La Independencia

Tunja ist Heimatstadt der Fußballvereine Boyacá Chicó FC und Patriotas Boyacá, die beide im Estadio La Independencia ihre Heimspiele austragen, das 25.000 Zuschauern Platz bietet. Das Stadion wurde in der Regierungszeit des Diktators Gustavo Rojas Pinilla erbaut und wegen der Teilnahme von Boyacá Chicó an der Copa Libertadores 2009 umfassend modernisiert.
In Tunja wurden 2006 die Leichtathletik-Südamerikameisterschaften veranstaltet.
|                       | Jan  | Feb  | Mär  | Apr  | Mai  | Jun  | Jul  | Aug  | Sep  | Okt  | Nov  | Dez  |   |      |
| Mittl. Tagesmax. (°C) | 19,1 | 19,3 | 19,2 | 18,4 | 17,3 | 16,4 | 16,0 | 16,5 | 17,3 | 17,9 | 18,2 | 18,4 | ⌀ | 17,8 |
| Mittl. Tagesmin. (°C) | 7,2  | 8,1  | 9,0  | 9,7  | 9,7  | 9,1  | 8,4  | 8,2  | 8,2  | 8,7  | 9,0  | 7,8  | ⌀ | 8,6  |
|                       |      |      |      |      |      |      |      |      |      |      |      |      |   |      |
| Niederschlag (mm)     | 16   | 29   | 55   | 77   | 84   | 58   | 46   | 42   | 54   | 85   | 69   | 31   | Σ | 646  |
|                       |      |      |      |      |      |      |      |      |      |      |      |      |   |      |
| Regentage (d)         | 6    | 8    | 13   | 17   | 19   | 18   | 19   | 19   | 16   | 18   | 16   | 10   | Σ | 179  |

| 7,2 |

| 8,1 |

| 9,0 |

| 9,7 |

| 9,7 |

| 9,1 |

| 8,4 |

| 8,2 |

| 8,2 |

| 8,7 |

| 9,0 |

| 7,8 |

| 7,2 |

| 8,1 |

| 9,0 |

| 9,7 |

| 9,7 |

| 9,1 |

| 8,4 |

| 8,2 |

| 8,2 |

| 8,7 |

| 9,0 |

| 7,8 |

## Städtepartnerschaften
Partnerstädte Tunjas sind:
- Italien: Potenza (2009)
- Mexiko: Tapachula
- Kolumbien: Pamplona (2012)
- Kolumbien: Popayán (2012)
- Kolumbien: Cúcuta
- Kolumbien: Valledupar[5]

## Söhne und Töchter
- Francisca Josefa del Castillo y Guevara (1671–1742), Nonne, Mystikerin und Autorin
- Alfredo Gómez Jaime (1878–1946), Lyriker
- Gustavo Rojas Pinilla (1900–1975), Militär, Politiker, Diktator und Präsident Kolumbiens
- Carlos Aponte (1931–1982), Fußballspieler
- Héctor Julio López Hurtado (* 1941), Bischof von Girardot
- Fabio Casas Buitrago (* 1959), Radrennfahrer
- Miguel Fernando González Mariño (* 1966), katholischer Bischof von Espinal
- Iván Casas (* 1980), Radrennfahrer
- Nairo Quintana (* 1990), Radrennfahrer